# Garissone Innocent
Garissone Innocent (Ivry-sur-Seine, 16 april 2000) is een Frans-Haïtiaans voetballer.

## Clubcarrière

### Paris Saint-Germain
Innocent sloot zich op vijftienjarige leeftijd aan bij de jeugdopleiding van Paris Saint-Germain, waar hij in mei 2018 zijn eerste profcontract ondertekende. In het seizoen 2018/19 nam hij met de club deel aan de UEFA Youth League: Innocent stond in doel tijdens vier van de zes groepswedstrijden en in de tussenrondewedstrijd tegen Hertha BSC, die tegen PSG met 2-1 verloor. Innocent speelde dat seizoen ook drie competitiewedstrijden voor het B-elftal van Paris Saint-Germain in de Championnat National 2.
In oktober 2019 ondertekende Innocent een nieuw contract bij PSG, dat hem tot medio 2023 aan de club verbond. In het seizoen 2019/20 fungeerde hij als vierde doelman van het eerste elftal, na Keylor Navas, Sergio Rico en Marcin Bułka.

### SM Caen
Op 2 oktober 2020 leende PSG hem voor een seizoen uit aan SM Caen, dat ook een aankoopoptie bedong in het huurcontract. Innocent speelde op 24 oktober 2020 een competitiewedstrijd voor het B-elftal van de club in de Championnat National 2 tegen Stade Plabennécois (3-1-winst). Op 18 december 2020 maakte hij vervolgens zijn officiële debuut voor het eerste elftal van de club: op de 16e competitiespeeldag verving hij de geblesseerde Rémy Riou tegen USL Dunkerque (2-3-winst). In zijn derde competitiewedstrijd, op 30 januari 2021 tegen FC Chambly, zakte hij in de slotfase van de wedstrijd in elkaar na een tachycardie-aanval. Het werd meteen zijn laatste officiële wedstrijd voor Caen.

### Vannes OC
In juli 2021 leende PSG hem een tweede keer uit, ditmaal aan de Franse vierdeklasser Vannes OC. Innocent startte er als eerste doelman, maar verloor er uiteindelijk zijn plaats onder de lat aan Junior Noubi. In december 2021 werd de uitleenbeurt vroegtijdig stopgezet.
Vannes-voorzitter Maxime Ray liet optekenen dat de club Innocent – die tijdens het seizoen een paar fouten maakte – de PSG-huurling had willen houden als reservedoelman, maar dat Innocent daarvoor had bedankt.

### KAS Eupen
Op 1 september 2022 kondigde de Belgische eersteklasser KAS Eupen dat Innocent een driejarig contract had ondertekend bij de club. Innocent speelde in tweeënhalf seizoen uiteindelijk geen enkele officiële wedstrijd voor Eupen, dat in 2024 naar Eerste klasse B degradeerde.

### FK Riterai
In februari 2025 maakte Innocent de overstap van Eupen naar FK Riteriai, dat in het seizoen daarvoor een snelle terugkeer naar de A lyga afdwong.

## Clubstatistieken
| Seizoen         | Club                  | Land               | Competitie             | Competitie | Competitie | Beker | Beker | Supercup | Supercup | Europees | Europees | Totaal | Totaal |
| Seizoen         | Club                  | Land               | Competitie             | Wed.       | Dlp.       | Wed.  | Dlp.  | Wed.     | Dlp.     | Wed.     | Dlp.     | Wed.   | Dlp.   |
| --------------- | --------------------- | ------------------ | ---------------------- | ---------- | ---------- | ----- | ----- | -------- | -------- | -------- | -------- | ------ | ------ |
| 2018/19         | Paris Saint-Germain B | Vlag van Frankrijk | Championnat National 2 | 3          | 0          | —     | —     | —        | —        | —        | —        | 3      | 0      |
| 2019/20         | Paris Saint-Germain   | Vlag van Frankrijk | Ligue 1                | 0          | 0          | 0     | 0     | 0        | 0        | 0        | 0        | 0      | 0      |
| 2020/21         | → SM Caen B           | Vlag van Frankrijk | Championnat National 2 | 1          | 0          | —     | —     | —        | —        | —        | —        | 1      | 0      |
| 2020/21         | → SM Caen             | Vlag van Frankrijk | Ligue 2                | 3          | 0          | 0     | 0     | —        | —        | —        | —        | 3      | 0      |
| 2021/22         | Paris Saint-Germain   | Vlag van Frankrijk | Ligue 1                | 0          | 0          | 0     | 0     | 0        | 0        | 0        | 0        | 0      | 0      |
| 2021/22         | → Vannes OC           | Vlag van Frankrijk | Championnat National 2 | 10         | 0          | 0     | 0     | —        | —        | —        | —        | 10     | 0      |
| 2022/23         | KAS Eupen             | Vlag van België    | Eerste klasse A        | 0          | 0          | 0     | 0     | —        | —        | —        | —        | 0      | 0      |
| 2023/24         | KAS Eupen             | Vlag van België    | Eerste klasse A        | 0          | 0          | 0     | 0     | —        | —        | —        | —        | 0      | 0      |
| 2024/25         | KAS Eupen             | Vlag van België    | Eerste klasse B        | 0          | 0          | 0     | 0     | —        | —        | —        | —        | 0      | 0      |
| 2025            | FK Riteriai           | Vlag van Litouwen  | A lyga                 | 0          | 0          | 0     | 0     | —        | —        | —        | —        | 0      | 0      |
| Carrière totaal | Carrière totaal       | Carrière totaal    | Carrière totaal        | 17         | 0          | 0     | 0     | 0        | 0        | 0        | 0        | 17     | 0      |

Bijgewerkt op 23 februari 2025.

## Interlandcarrière
Innocent maakte in februari 2021 deel uit van een voorselectie bestaande uit 50 namen voor het olympisch kwalificatietoernooi van de CONCACAF. Op 28 maart 2023 maakte hij zijn interlanddebuut voor Haïti: in de CONCACAF Nations League-wedstrijd tegen Bermuda (3-1-winst) mocht hij bij de rust invallen voor Josué Duverger.